# Brachydontium polycarpum
Brachydontium polycarpum là một loài rêu trong họ Seligeriaceae. Loài này được H. Akiy. mô tả khoa học đầu tiên năm 1997.